# 勒尚日
勒尚日（法語：Le Change，法語發音：[lə ʃɑ̃ʒ]）是法国多尔多涅省的一个旧市镇，位于该省中东部，属于佩里格区。2017年1月1日，勒尚日和相邻的另外5个市镇合并为新市镇巴西亚克和欧布罗什（Bassillac et Auberoche）。

## 地理
勒尚日（45°11'38"N, 0°53'38"E）面积16.22 平方千米，位于法国新阿基坦大区多爾多涅省，该省份为法国西南部内陆省份，是法國本土面积第三大的省，大致对应佩里戈尔地区，北起顺时针与夏朗德省、上维埃纳省、科雷兹省、洛特省、洛特-加龙省、吉倫特省和滨海夏朗德省接壤。
与勒尚日接壤的市镇（或旧市镇、城区）包括：布利斯和博恩、埃利亚克、巴西亚克。
勒尚日的时区为UTC+01:00、UTC+02:00（夏令时）。

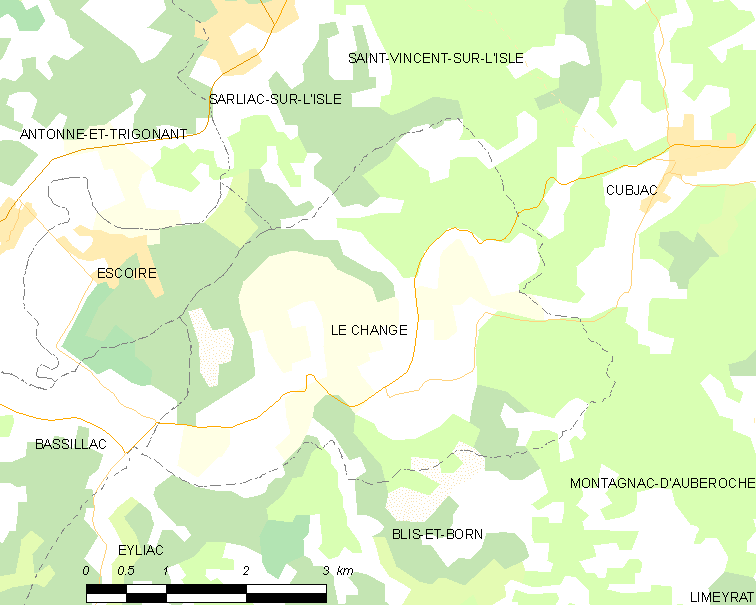
勒尚日的OSM定位图

## 行政
勒尚日的邮政编码为24640，INSEE市镇编码为24103。

## 政治
勒尚日所属的省级选区为上黑色佩里戈尔县。

## 人口

1962-2008年间勒尚日人口变化图示

勒尚日于2018年1月1日时的人口数量为640人。